# Rabaab
Rabab (pers. رباب rabāb) – drewniany strunowy instrument muzyczny o czterech strunach.
Do gry na nim używa się plektronu. Znany od starożytności, pochodzi z terenu obecnego Afganistanu, obecnie jest spotykany w Kaszmirze. Kulturowo istotny dla wspólnoty Sikhów.
Dźwięk wydawany przez ten instrument często wydaje się podobny do ludzkiego głosu.